# Monegaskiska

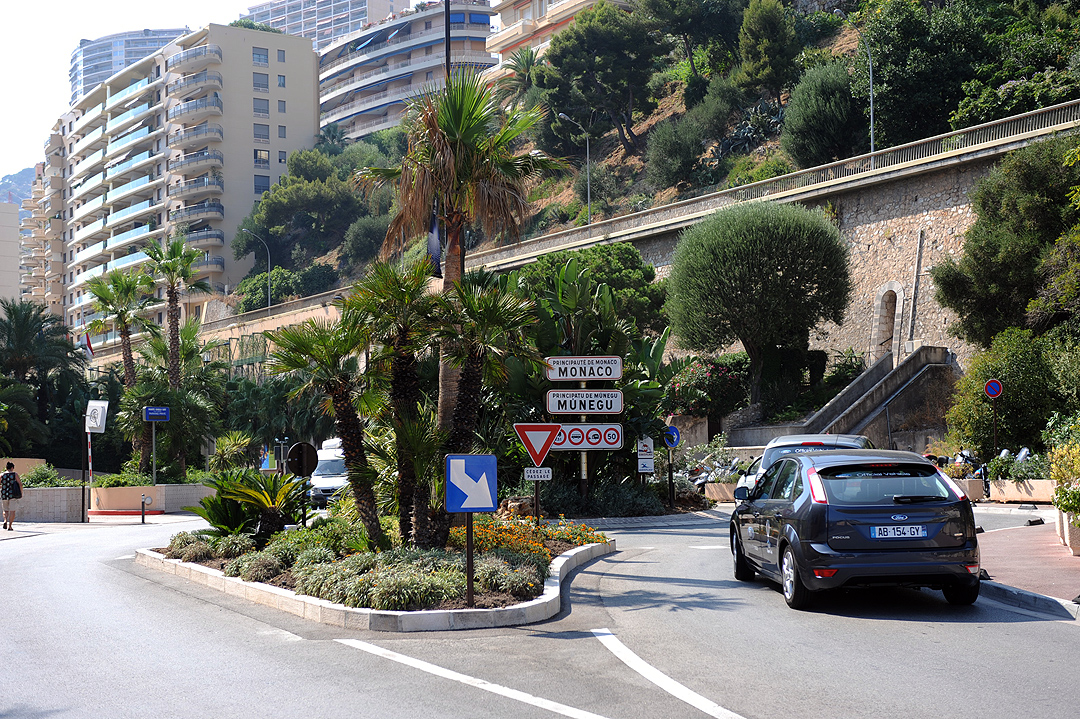
Tvåspråkiga gatuskyltar på Avenue Princesse Grace, Monaco

Monegaskiska (Monégasque eller Munegascu) är ett romanskt språk baserat på zeneize, det moderna liguriska språket; det talas av vissa personer i furstendömet Monaco och lärs ut i landets skolor. Det är ganska likt språket som talas i Genua, och skiljer sig från sina grannspråk intemeliska och mentonska. Det är starkt influerat av occitanska.
Monegaskisk ortografi följer generellt italienska principer, med följande avvikelser:
- ü uttalas som på tyska, eller det franska u.
- œ uttalas som det franska é, inte som det franska œu som i bœuf, vilket är som œ uttalas på liguriska. Det använder också formen ö för att beskriva detta ljud.
- ç uttalas som på franska (/s/): tradiçiùn kommer från det franska tradition inte från det italienska tradizione.

## Galleri

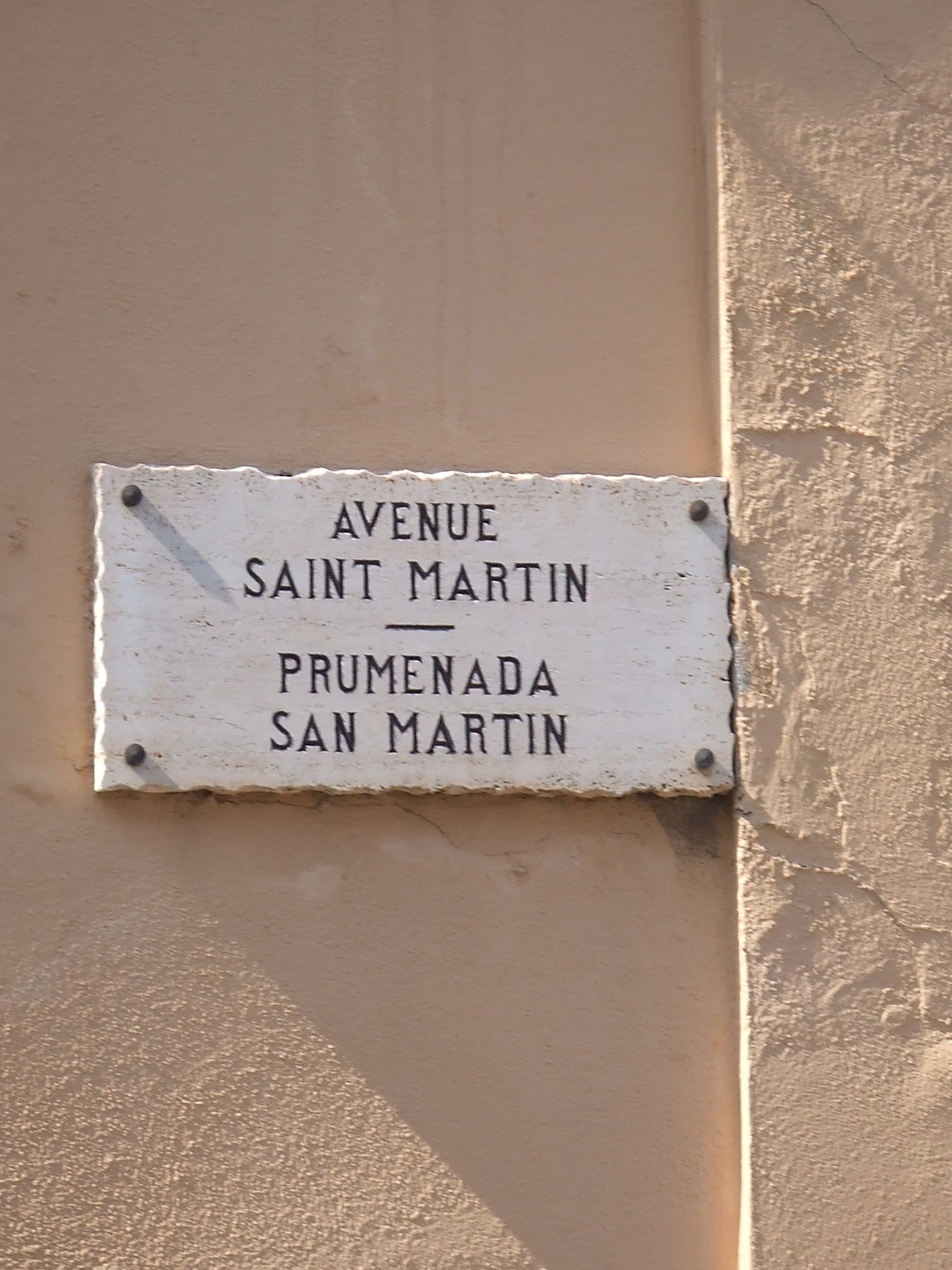
Tvåspråkiga gatuskyltar franska-monegaskiska i staden Monaco
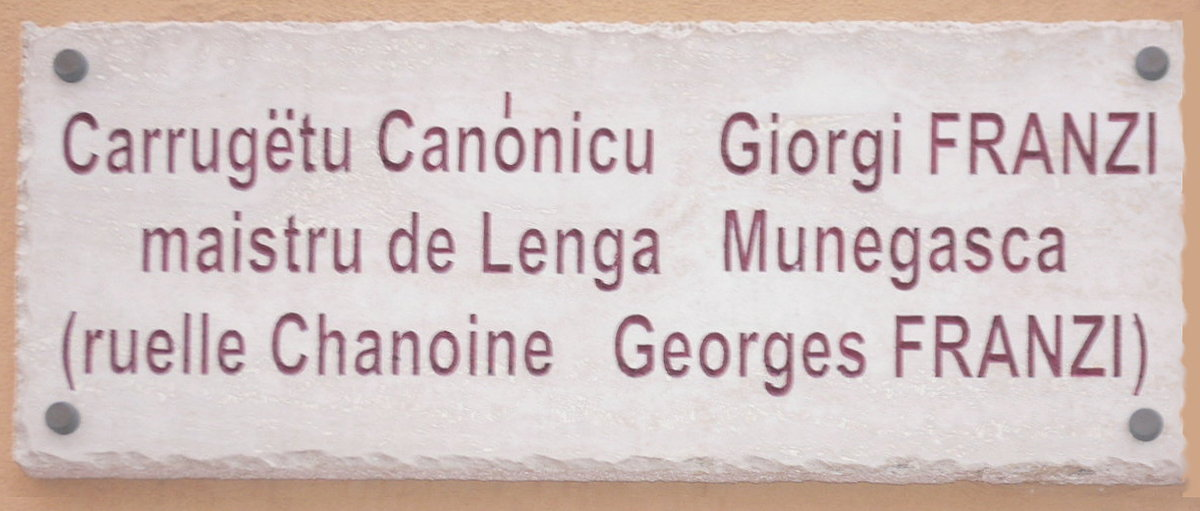
Tvåspråkiga gatuskyltar franska-monegaskiska
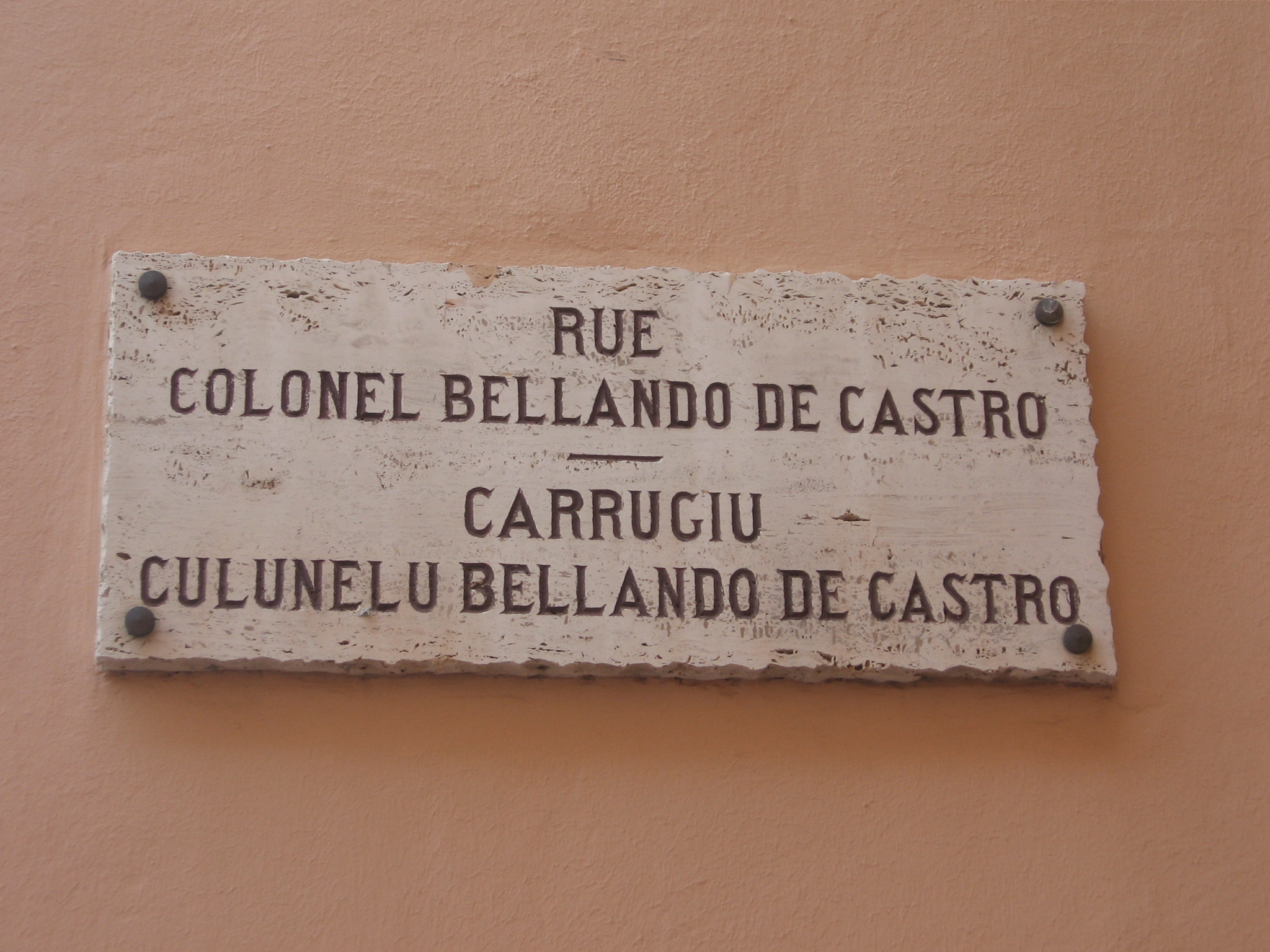
Tvåspråkiga gatuskyltar franska-monegaskiska i Monte Carlo